# Benjamin Voisin
Benjamin Voisin (Parigi, 14 dicembre 1996) è un attore francese.

## Biografia
Nato e cresciuto a Parigi, ha studiato recitazione al Conservatoire national supérieur d'art dramatique. Ha fatto il suo esordio al cinema nel 2017 con la commedia Bonne Pomme - Nessuno è perfetto, seguito l'anno successivo dal film inglese The Happy Prince - L'ultimo ritratto di Oscar Wilde. Si fa notare nel 2020 col ruolo da protagonista di David Gorman nel film Estate '85, per cui è stato candidato al Premio César e ha vinto il premio Lumière per la migliore promessa maschile. Nel 2022 vince il premio César per la miglior promessa maschile con il ruolo di Lucien de Rubempré in Illusioni perdute.

## Filmografia

### Cinema
- Bonne Pomme - Nessuno è perfetto (Bonne Pomme), regia di Florence Quentin (2017)
- The Happy Prince - L'ultimo ritratto di Oscar Wilde (The Happy Prince), regia di Rupert Everett (2018)
- La Dernière Vie de Simon, regia di Léo Karmann (2019)
- Un vrai bonhomme, regia di Benjamin Parent (2019)
- Estate '85 (Été 85), regia di François Ozon (2020)
- Illusioni perdute (Illusions perdues), regia di Xavier Giannoli (2021)
- Il ballo delle pazze (Le Bal des folles), regia di Mélanie Laurent (2021)
- En roue libre, regia di Didier Barcelo (2022)
- Les Âmes sœurs, regia di André Téchiné (2023)
- L'Esprit Coubertin, regia di Jérémie Sein (2024)
- Noi e loro (Jouer avec le feu), regia di Delphine e Muriel Coulin (2024)

### Televisione
- Emma – serie TV, episodio 1x02 (2016)
- La Mort dans l'âme, regia di Xavier Durringer – film TV (2018)
- Fiertés – miniserie TV, 1 puntata (2018)
- Je sais tomber, regia di Alain Tasma – film TV (2018)
- Carême – serie TV, 8 episodi (2025)

## Riconoscimenti
- Premio César
  - 2021 – Candidato alla migliore promessa maschile per Estate '85
  - 2022 – Migliore promessa maschile per Illusioni perdute
- Premio Lumière
  - 2021 – Migliore promessa maschile per Estate '85
  - 2022 – Candidato al miglior attore per Illusioni perdute

## Doppiatori italiani
- Lorenzo De Angelis in Illusioni perdute, Noi e loro
- Alex Polidori in Estate '85
- Lorenzo Crisci in Bonne Pomme - Nessuno è perfetto
- Manuel Meli in Carême